# Kenneth Mather
Kenneth Mather (22 juin 1911 - 20 mars 1990) est un généticien et botaniste britannique. Il est élu membre de la Royal Society en 1949 et remporte sa médaille Darwin en 1964. Il est le deuxième vice-chancelier de l'université de Southampton, de 1965 à 1971. Il contribue à persuader le comité des subventions universitaires de créer une nouvelle école de médecine à l'université .

## Jeunesse
Il est né à Nantwich, Cheshire. Son père, Richard Mather, est un fabricant de meubles à Nantwich, mais est originaire du Yorkshire.
En 1915, il fréquente l'école élémentaire pour garçons de l'Église d'Angleterre à Nantwich. Il gagne une bourse du comté en 1922 à l'école de Nantwich et d'Acton . En 1928, il remporte une bourse universitaire du comté pour étudier la botanique à l'Université de Manchester et obtient un BSc avec mention très bien en 1931. Il obtient ensuite une bourse de recherche du ministère de l'Agriculture et de la Pêche travaillant à la John Innes Horticultural Institution à Merton Park dans le Surrey, sur le comportement des chromosomes. En 1933, il obtient un doctorat de l'université de Londres.

## Carrière
En 1933, il travaille en Suède, retournant en 1934 à l'University College de Londres pour travailler sous Ronald Fisher où il acquiert de l'expérience en analyse statistique. De 1937 à 1938, il part aux États-Unis grâce à une bourse Rockefeller, puis revient en tant que chef de la génétique à l'Institut John-Innes. En 1948, il devient professeur de génétique à l'université de Birmingham. En 1965, en tant que vice-chancelier de Southampton, il a du mal avec les troubles étudiants mais arrive à créer une nouvelle école de médecine pour l'université. Il retourne à Birmingham en tant que Hon. professeur et y travaille sur la génétique biométrique jusqu'à sa mort.

## Vie privée
En 1937, Mather épouse une collègue botaniste, Mona Rhodes (décédée en 1987), et ils ont un fils. Il est nommé CBE en 1956 et anobli en 1979.
Il reçoit des diplômes honorifiques de l'Université de Southampton (1972), de l'Université de Bath (1975), de l'Université de Manchester (1980) et de l'Université du Pays de Galles (1980) ,.
Il devient membre de la Royal Society en 1949 et reçoit la médaille Weldon (Oxford, 1962) et la médaille Darwin (Royal Society, 1964). Il est président de la Société génétique de Grande-Bretagne (1949-1952).
Il est décédé à son domicile d'Edgbaston d'une crise cardiaque.